# Biemna omanensis
Biemna omanensis är en svampdjursart som beskrevs av van Soest och Beglinger 2002. Biemna omanensis ingår i släktet Biemna och familjen Desmacellidae.
Artens utbredningsområde är havet utanför Oman. Inga underarter finns listade i Catalogue of Life.